# 屬性同好會
《屬性同好會D-FRAGMENTS》，是春野友矢的日本漫畫作品，在Media Factory《月刊Comic Alive》自2008年9月號起連載至今，12本單行本於2009年2月23日至2017年8月23日發售。跨媒體製作作品有廣播劇CD。2013年8月發表改編電視動畫的消息。漫畫在台灣由尖端出版代理發行。

## 概要
本作為春野友矢第一次連載的漫畫。劇中人物所自稱的「屬性」雖然被媒體拿來作文章，但其實只是角色喜歡該屬性的關聯事物或為其身體特徵而已，作品內沒有具奇幻能力的角色登場。
登場角色的名字許多來自京王線等的車站名，大部分角色只有提到姓氏。

## 劇情簡介
府上高校最壞的不良少年風間堅次有一次窺探遊戲製作社，正好裡面發生小火災，雖然和教室裡的社員一起成功把火撲滅，但社員們卻為了隱瞞火災實情想要奪走堅次等人的記憶。堅次在逃跑途中受到柴崎蘆花相救，順水推舟加入遊戲製作社。

## 登場角色
※電視動畫與廣播劇CD的聲優相同。

### 遊戲製作社（暫）
風間堅次（聲優：小西克幸）
男主角。8月4日出生，血型為O型。身高175厘米，體重67公斤。二年級B班學生。府上學園有名的不良少年，窺探遊戲製作社時被捲進騷動，後來加入了遊戲製作社。
遊戲製作社（暫）中唯一的常識人，常常吐槽社員的行為。頭髮的堅硬程度是令人難以想像的。
雖然他不承認，但被蘆花評論為風屬性，而櫻則評論為姬屬性。
其實擁有不錯的頭腦，總能在關鍵時刻想出逆轉局勢的方法（基本上都是一些卑鄙的方法）。個性十分不服輸，因為發現學院裡的強者都是一群不厲害的傢伙而真正的強者幾乎都是女性所以目前幹勁直線下降。
為了要完全戰勝蘆花而拜託櫻把自己的硬髮弄濕，然後去剃了頭吋頭，之後真的靠著這個戰術而打敗了蘆花。
小時候為了哄之江而與她定下兄妹倆誰都不能剃吋頭的終生約定。
名字來自京王高尾線的狹間站。
柴崎蘆花（聲優：花澤香菜）
社長，事實上兼任部中的麻煩製造者。4月10日出生，血型為A型。身高143厘米，體重33公斤。二年級A班學生。體型嬌小，髮型是在左右兩邊再系一個辮子的短髮。
炎屬性（其實真正的屬性是闇）。
與千歲從小就認識，個性少有情緒起伏，對話時會使用敬語。自稱炎屬性的她曾在活動室裡放焰火，炎屬性技能是「萌萌攻擊」。實際上屬性是闇屬性，發動時用袋子和布幕進行攻擊。亦為蘆花速度最快（僅只一瞬間）的攻擊手段，目前還沒有人能夠超越這速度，成功破解此招的只有堅次和多摩，堅次第一次是因為早料到蘆花會用這招而提前閃過，第二次則是以吋頭替身術使蘆花攻擊失敗，多摩則是將髮型綁成雙馬尾來使袋子套不下去。這亦是曾將現任學生會長與前學生會長的爭鬥畫上句號的“傳說中的招式”，亦因而令蘆花得到了學園裡的頭目“最強之闇”稱號，但本人向別人宣傳自己的綽號時更願意用“人類火焰發射器”。自從開學事件與堅次相遇後就對他有好感，有時會用些莫名其妙的理由與他拉近關係。
本來是真正的遊戲製作社社員，但覺得要為千歲引起的事件負起責任而退出社團，而千歲為了幫助她而建立新社團。
蘆花的袋子都是用母親給的布料做的（每個月給一次）。
暑假期間因為家被隕石襲擊而倒塌，和妹妹杜鵑一起寄居於風間家中。
名字來自京王線的柴崎車站和蘆花公園站。
烏山千歲（聲優：齋藤千和）
從小時候就和蘆花是好朋友，府上學園第15任學生會長。4月27日出生，血型為B型。身高170厘米，體重47公斤。二年級D班學生。髮型為黑長直髮。雖然擁有出眾的領袖能力，但是在手段上表現暴力、強迫和濫用權力的地方很多，在校園中是令人畏懼的女王一般的存在。
土屬性。
小時候是個愛哭鬼，與蘆花和杜鵑兩姐妹從小就認識，因多摩經常突然跑出來破壞掉千歲好不容易做好的沙堡，蘆花也誓言要幫助千歲，多摩因而被千歲視為宿敵。
曾為了蘆花把原遊戲製作社「制裁」為半毀滅狀態，之後又和蘆花一起成立了新遊戲製作社，但是對遊戲製作沒有任何興趣。其能力發動時必須有沙子或者礦物質組成的物體，夢想是讓學園裡的所有社團名都帶上「Saturn」（土星） 。擁有把三名不良少年打飛的驚人地高強戰鬥力。奧義是下段踢「鐘乳石碎」。
在橋本名選手的冒險離島中，一直抗拒自己接近大海，因為要接近大海的話得先穿過沙灘，千歲怕自己在走上沙灘的一瞬間就會敗給自己開始全力築起沙堡。
一開始記不起風間的名字，直接叫風間為「戀足控」。對於其副手也是風間派的河原中那近似變態的受的反差，則是無可奈何。
非常害怕幽靈和鬼這類型的話題，一旦陷入恐懼狀態之後連多摩和蘆花都沒辦法處理。
名字來自京王線的千歲烏山站。
水上櫻（聲優：高橋美佳子）
社團成員。3月28日出生，血型為AB型。身高159厘米，體重40公斤。一年級D班學生。個性直率爽朗，一副毫無拘束的樂觀面孔。
水屬性。需要隨身攜帶的瓶裝水來發動。
聲稱是為了欣賞他人努力的身影而加入遊戲製作社(實際上是被蘆花強逼)。自稱天才，一年級新生，但事蹟跟頭髮在府上學園中卻有很大的知名度。
遊戲社裡最理解堅次心思的人，堅次也有時會找她商量。也經常用話激堅次行動。除了自己在意的人之外，直接接觸時會用水沖洗自己的手，作用據說是隔離和清潔。
視風間為特殊的男性，所以會隨意觸摸風間的身體。經常戴著堅次剃頭時戴過的帽子。會和堅次親密接觸來調戲之江。經常在之江面前刻意叫堅次哥哥。自稱也帶有妹屬性。
擁有與九名不良少年交手時有著「如果是這樣，一人也足夠了」的發言，和即使與三人作長時間戰鬥也可將他們擊敗的高強戰鬥力。奧義是以撒播的水來迷惑對手的技能「水仙之舞」。
在另一天神社的夢幻之水爭奪戰中因為了救差點掉下山崖的堅次而扭傷腳，最後是讓堅次背著跑，蘆花和千歲在後面推的方式與獨自一人跑的之江競爭，因匈恩·谷捏谷捏老師指出夢幻之水根本是騙人的，而受到太大打擊從堅次背上摔下來。
儘管是水屬性，但是似乎討厭海水，在大海前咬著指甲說「這不能喝」。
名字來自京王線的櫻上水站。
子王八（聲優：宮田幸季）
社團成員。7月29日出生，血型為B型。身高177厘米，體重66公斤。二年級C班學生。被蘆花評論為光屬性。
在銀行、商社等許多事業都有經營的子王集團的貴公子，同時在性格、相貌、家族上的優勢也深得女生人氣的爽朗美男子。因為入學時和蘆花的相遇事件而對蘆花有好感，開始追求蘆花，愛好是被蘆花的袋子套上，誤以為風間也在追求蘆花而設定為戀愛的三角關係。
在全校的袋子爭奪戰中，於準決賽的姆指相撲比賽一時大意敗給堅次。
是蘆花不擅長應付的類型，並被蘆花討厭，但本人似乎不在意。
名字來自京王線的京王八王子站。
大澤南（聲優：小清水亞美）
遊戲製作社（暫）的顧問，2年D班導師。10月23日出生，血型為A型。身高157厘米，體重43公斤。
總是穿著畢業生登戶所送的運動外套。不管做什麼事都一副提不起興趣的樣子，非常嗜睡，口頭禪是「麻煩死了」。
每次到學校時都是一副極為狼狽的樣子，但其實只是從所居住的八王子過來而已，不知為何總能弄得狼狽不堪。
雷屬性。隨身攜帶防身用高壓電流槍。奧義是會把電流槍按壓的「電擊網絡」。
一星期中會有幾個小時完全不想睡，看上去就是一副超爽朗的樣子，由於是電力型的，被朋友稱之為「完美充電」。
名字來自京王線的南大澤站。

### 風間一派
府上學園的不良集團之一，以成員中的橫縞和長山宏較為知名，但至關重要的領導者風間堅次卻並非廣為人知。
風間堅次
河原中（聲優：福山潤）
5月1日出生，血型為B型。身高174厘米，體重64公斤。二年級F班學生。學生會副會長，兼任風間一派的「影之頭目」（自稱）。戴著薄型眼鏡。
為堅次從小學時代就認識並在一起的青梅竹馬，四人中唯一的非不良少年。對堅次有著為了他什麼都願意做的友情，理由是比較好馴服。
在與千歲的學生會選舉中落敗，但本人為了“繼續為母校做貢獻”的理由而擔任副會長。雖然與千歲同在學生會，卻是“什麼事都會被會長踩在腳下，沒什麼事也會被會長踩在腳下”的小受現狀。表示千歲是其永遠的宿敵並且非常敵視，但由於是受虐狂而又對千歲的蠻橫表示默許。
名字來自京王線的中河原站。
橫縞（聲優：後藤弘樹）
風間一派成員，風間的青梅竹馬。6月13日出生，血型為B型。身高130厘米（外表上卻只有40厘米），體重80公斤。二年級F班學生。通稱「歷險小恐龍」。身材矮小，體型肥胖，總是穿著橫條紋襯衫。髮型被剪得很短，但頭髮在被大澤南用電流槍「洗腦」擊暈後豎著。
在第一話看到活動部火災后被抓住，之後被大澤南用電流槍「洗腦」。
綽號「無限的佛人」。由於吃不停所以又被稱為「舌不倦縞」。
意外的是風間一派中頭腦最好的一人，雖然身為不良但成績在校內卻是名列前茅的水準。
長山宏（聲優：松田健一郎）
風間一派成員，風間的青梅竹馬。11月14日出生，血型為O型。身高190厘米，體重81公斤。二年級F班學生。通稱Long mountain，高個子，並時刻戴著太陽眼鏡，戴著墨鏡，體型略瘦。雖然身長較高，但存在感相當薄弱。
在第一話活動部事件中被櫻用水「洗腦」。
綽號是「巨大的……」，還沒想完就順手寫出，然後遭到風間吐槽。
名字來自京王線的永山站。

### 真正的遊戲製作社
高尾（聲優：伊藤靜）
真正的遊戲製作社社長。12月26日出生，血型為A型。身高163厘米，體重46公斤。三圍是92—61—83的H罩杯。二年級C班學生。戴著髮箍，並擁有能將運動外套拉鍊彈飛、遺傳自母親的巨乳。做事乾脆俐落而深得後輩的信賴，但卻異常的愛哭。
原本和蘆花是朋友，但是因為蘆花退部並另成立新的遊戲製作部而彼此開始漸漸疏遠。但是在心底里仍然非常在意這個朋友，並於府F祭（所謂的文化祭）以後恢復正常的對話。因為傲嬌的性格不善表達。具有相當的才能，即使是被千歲弄得支離破碎的遊戲製作社亦能重建，並在大會中獲得相當好的成績。
對同名的遊戲製作社（暫）相當敵視，並且考慮試圖乘機將它吸納。是與風間堅次類似的正常人。喜歡風間堅次，時常找機會與風間拉近關係，在吐槽方面和風間堅次有相當多的共通之處，亦因而與經常在堅次身邊的蘆花有著強烈的對抗心。對風間堅次的感情是大家心照不宣的公開秘密，可能是因為這一點而經常到對方遊戲社去偷窺情況，但又非常不擅長掩飾其露骨的行動，是個天然呆傲嬌。熱衷於遊戲的御宅族，喜歡的遊戲必於發售當天趕去購買，最喜歡的遊戲為《魔導村》。
將遊戲發售日當天堅次幫她拿到的做為附贈特典的手機吊飾視為珍寶。在與前學生會的對決中，因科學社的機器人傷到吊飾，一手就把高速旋轉的機器人給擋了下來，並一掌就把機器人打出一個大洞。在橋本名選手的冒險離島中，因為在沙灘上不小心弄丟了吊飾，而在深夜期間一個人跑出來找。
巨乳屬性，讓人嫉妒的胸部製造許多傳說，因其在解說新遊戲時胸部會不自覺地貼在玩家腦袋上而被廣大紳士玩家津津樂道，之後被風間的刺猬頭刺激而察覺。奧義是跳起狀態利用胸部下落的重力轉換到兩手，給對手臉部予以重擊的夢幻般的招式「高尾斬」（千歲設定）。
得知了蘆花等人因隕石而寄居風間家中之後，母親等人以「父親弄壞自己的遊戲機所以離家出走」為理由，把高尾亦送至風間家中（附上紅豆咖哩飯）。
名字來自京王線的支線區高尾線和高尾站。
櫻丘（聲優：白石涼子）
男性社員。一年級A班學生。有著童顏一般的美少年。
本人雖然對女裝毫無興趣，但在遊戲製作社為了使堅次中計並拉攏這個新戰鬥力的事件中不得已而穿上女裝，此後在堅次面前都會以女裝姿態出現。
一直與山田商量到底什麼時候才能跟堅次說明白他是男生的事實。
名字來自京王線的聖蹟櫻丘站。
山田（聲優：藤原貴弘）
男性社員。一年級E班學生。有著雄壯的體格和一張令人生畏的臉的巨漢，但實際上性格非常溫厚而且是個非暴力主義者。
曾被堅次打昏以後一度被誤會為變態而被警察拘捕，其後無事回校。
名字來自高尾線的山田站。
稻田堤（聲優：豐口惠）
女性社員。一年級A班學生。眼鏡、腐女屬性，戴著橢圓形眼鏡，有著腐女的興趣，對腐要素非常敏感，和千歲特别合得来。時常會腦內暴走。
讓櫻丘變成偽娘的元兇，看到櫻丘穿女裝常常流鼻血。
因為能看到櫻丘的女裝姿態而非常感謝堅次，但堅次卻對被感謝的原因完全摸不著頭緒。
是府上學院各項重大事件的御用解說。在橋本名選手冒險島的遊戲中擔任黑哨。
致力於撮合堅次和高尾，但因為高尾過於無能而堅次在感情上是木頭而屢失良機。
名字是來自京王相模原線的京王稻田堤站。

### 原學生會
境多摩（聲優：植田佳奈）
身高181厘米，前學生會長，就讀3年E班。
堅次所撿到寫有「小玉」（日語發音與多摩相同）名字紅包的主人，小时候喜欢捉弄捣别人，经常捣乱千岁，與神泉和松原是青梅竹馬。
因臂力太強加上綁了雙馬尾，可以轻松战胜千歲，所以百烈推手和雙重歌舞伎成了必勝招式。到現在還沒有人能夠破解。
名字來自京王線的多摩境站。
神泉（聲優：仙台惠理）
前學生會書記，就讀3年D班，與多摩和松原是青梅竹馬。從小就特別容易吐，因為在全校朝會時當眾嘔吐，加上名字「神泉」也有點帶有嘔吐的意思而開始被多摩取了「吐子」的稱號。
經常在打工的地方遇見因活動而前來的堅次一行人。
名字來自京王線的神泉站。
松原東（聲優：三瓶由布子）
前學生會會計，就讀3年E班，與多摩和神泉是青梅竹馬。
運動能力和讀書能力都很強，在老師和學弟妹之間都有著相當的美名。
與同為3年級的九九學姐並稱為「府上學園的雙大姐」。
名字來自京王線的東松原站。
長沼（聲優：石田彰）
前學生會副會長，就讀3年E班。前學生會中唯一的男性。
動畫御宅族，對於聲優有深刻的了解，並會準時收看所有的深夜動畫。也因為這樣隔天總是會睡眠不足，所以非必要情況下都是閉著眼睛行動，聽說是為了不讓眼睛過度疲勞。
名字來自京王線的長沼站。

### 主要人物的家人
風間之江（聲優：加藤英美里）
堅次的妹妹。2月28日出生，血型為O型。身高152厘米，體重37公斤。一年級E班學生。頭髮的堅硬程度及吐槽技術與堅次同等。在拜訪社團事件中，蘆花等人都是一碰到之江的硬髮，立即發現之江就是堅次的妹妹。最喜歡吃刨冰和冰淇淋等冰品，被蘆花評論為冰屬性。
兄控（隱藏），在被惹哭之後會一直叫著葛格，到最後會變成歐尼醬。
因堅次剃頭而受到打擊，但在問堅次是否還記得小時候的不剃頭的終生約定時，因堅次回答當然記得了而感到釋懷。
因櫻總是自稱為堅次的妹妹，對此感到很厭煩，因此很多時候都會產生與櫻的競爭意識，亦因此總是被捲入蘆花等人造成的麻煩中，堅次對此現象真心為自己的妹妹感到抱歉。
名字來自都營地下鐵新宿線的一之江站。
柴崎杜鵑
蘆花的妹妹，就讀排名比府上學園低的東府下學園，同樣加入遊戲製作社。
姐控，對姐姐的佔有慾很強。因蘆花在家裡總是在談論堅次的事情，所以討厭堅次。
擅長料理，並曾在便當上寫著「我最喜歡姐姐了」。
除了姐姐蘆花以外，最尊敬的人是九九學姐。
害怕自己母親的工作環境（地下室），曾經下去過一次但因此而留下了陰影。
目前與姐姐蘆花一起寄居風間家中。
名字來自京王線的杜鵑丘站。
風間之母
堅次與之江的母親，總是叼著一根菸，同樣擅長吐槽。
在學生時代似乎是個太妹，因此對兄妹倆採行放任主義，只要有乖乖去上學就沒關係。
透露出硬髮和吐槽技術皆為遺傳，堅次與之江的父親跟她都有一頭硬髮，所以堅次和之江的頭髮超級硬。
高尾之母（聲優：柚木涼香）
高尾的母親。和高尾一樣有著令人嫉妒的胸部。毒舌家屬性，對自家女兒也不例外。但對高尾比較偏愛。
事實上亦是在幼年的風間一派與匈恩·古捏古捏相遇的百貨公司屋頂的英雄表演、而百貨公司著火期間，把幼年的風間一派拋下不管的罪魁禍首。並似乎想掩飾事實。
身體能力非常的高，能冷靜地從百貨公司的屋頂跳下而無傷。跳過山崖時能夠跳得極高，在落地時一腳就把地面踩凹。
在生了高尾及其兩位姐姐之前似乎從事著相當不得了的工作。
高尾姊（聲優：小野涼子、磯村知美）
高尾的姐姐，大姊似乎已出社會，二姊似乎是大學生。
此兩個對於堅次有著不錯的好感。不過算是毒舌派，雖然功力不及其母。
千歲之姊
千歲的姐姐，大其10歲，似乎身体很不好，可能已经去世。

### 料理社
船堀（聲優：豐崎愛生）
當選學園祭「最適合當太太的女性No.1（非正式）」的女孩。2月7日出生，血型為O型。身高155厘米，體重41公斤。二年級B班學生。堅次的同班同學。
在魔之十四樂團為了爭奪宇宙色情書刊爭奪遊戲時、用來當做賭注的照片之中初次登場。“午休便當事件”之前風間一直沒有發覺是同班同學，而該事件後船堀也成為對風間有好感的人之一。
家事萬能，性格細心、溫柔善良，嬌小可愛，在學校中非常有人氣，但有天然呆的一面。經常在關鍵的地方出來補充劇情。假日時會到養老院探訪老人。
喜歡努力的風間，覺得他很帥氣。經常會臉紅。亦被高尾視作最大的敵人。
是一位十分純情的少女。在24禿夜行之一的大壕的夢中作為風間的妹妹登場。最中意的類型是風間。
為了從抖M軍團手裡保護風間的書包而被抖M二人眾賦予“擠得要死冠軍”的稱號。
廚藝很好，在得到風間的好評後會時常在便當中多做一些配菜以備不時之需。
聖立川女子學院舉辦的活動中，因應甲州的邀請而參加並幫忙開設了法式薄餅店，因此也差點被風間等人誤以為她其實是聖立川女子學院的學生。
名字是來自都營地下鐵新宿線的船堀站。

### 不良集團
風間一派
參見上文
魔之十四樂團
府上高中裡眾多不良少年集團之一，正如其名，有14名成員。
名字的由來是根據此部不良成員經常霸占學校周圍遊戲中心的音樂系遊戲機而得名，和風間一派的目標一樣同是佔領府上學園。
因惡行為霸佔遊戲廳的音樂遊戲機，而被其他學校投訴。
因為音樂遊戲不夠14人玩，所以沒輪到的人會先玩其他遊戲，例如空中曲棍球。
不像堅次所想是群烏合之眾，因為靠音樂遊戲鍛鍊了手指與手腕，所以意外的有實力。堅次在擊敗了三人以後就被擊敗了。
小田原（聲優：稻田徹）
魔之十四樂團的領袖，但是完全沒有威嚴。
在分組搶遊戲時更被其他人排除在外。
在堅次得到遊戲製作社等人所救後被堅次擊敗。
名字來自小田原站。
高崎（聲優：小田柿悠太）
其中一名成員。特徵是眼鏡和禿頭。有時候在成員之間的發言權力高，甚至蓋過身為領袖的小田原。
船堀的粉絲，更隨身攜帶其照片。
分組搶「宇宙色情書刊争奪遊戲」時分到A隊，更將領袖小田原喊為渾蛋。
在與風間一派的衝突中與金子被介入的水上櫻擊敗。
名字來自八高線的高崎站。
松久（聲優：西山宏太朗）
其中一名成員。有兩名兄弟，分別是松久次男和松久三男。與兄弟一樣有著有一張像黑鬼佛的臉。
高尾的粉絲，和高崎一樣隨身攜帶其照片。
分組搶「宇宙色情書刊争奪遊戲」時分到B隊。
在與風間一派的衝突中與竹澤同時被介入的柴崎蘆花擊敗。
名字來自八高線的松久站。
明覺（聲優：藤原貴弘）
其中一名成員。
聲稱與拜島的團隊協作方面是多麼的好，還具有雙胞胎龍的合體攻擊技術。
但在分組搶「宇宙色情書刊争奪遊戲」時卻分到A隊。
在與風間一派的衝突中被介入的烏山千歲擊敗。
名字來自八高線的明覺站。
折原
其中一名成員。
分組搶「宇宙色情書刊争奪遊戲」時分到A隊。
在與風間一派的衝突中被介入的水上櫻擊敗。
名字來自八高線的折原站。
竹澤（聲優：岩瀨周平）
其中一名成員。
分組搶「宇宙色情書刊争奪遊戲」時分到A隊。
在與風間一派的衝突中與松久同時被介入的柴崎蘆花擊敗。
名字來自八高線的竹澤站。
兒玉
其中一名成員。
分組搶「宇宙色情書刊争奪遊戲」時分到B隊。
在與風間一派的衝突中被介入的烏山千歲擊敗。
名字來自八高線的兒玉站。
拜島（聲優：高橋榮一）
其中一名成員。特徵是圓形眼鏡和黑人頭髮。很像從來沒有離開關東地區。
與明覺為搭擋，但在分組搶「宇宙色情書刊争奪遊戲」時卻分到B隊。
在與風間一派的衝突中被介入的烏山千歲擊敗。
名字來自八高線的拜島站。
金子
其中一名成員。特徵是眼鏡和帽子。
分組搶「宇宙色情書刊争奪遊戲」時分到B隊。
在與風間一派的衝突中與高崎向介入的水上櫻交戰，被無意識的一句話打斷膝蓋擊敗。
名字來自八高線的金子站。
高麗川
其中一名成員。特徵是棕色的肌膚和太陽鏡。與小田原較友好，並被小田原描繪有團隊之間的存在。
在與遊戲製作部（暫）衝突前，便被風間擊敗。
名字來自八高線的高麗川站。
毛呂（聲優：藤原貴弘）
其中一名成員。
與松久三男一起時可使用奧義「西遊記」。
在與遊戲製作部（暫）衝突時，因為請假而沒有參戰。
之後號稱要為同伴報仇而參加了蘆花的袋子爭奪大賽，但不久就屈服於德州叉燒室見的威脅而自爆。
名字來自八高線的毛呂站。
松久次男
其中一名成員。
在與遊戲製作部（暫）衝突時，因為請假而沒有參戰。
松久三男
其中一名成員。
與毛呂一起時可使用奧義「西遊記」。
在與遊戲製作部（暫）衝突前，便被風間擊敗。
構成員
其中一名成員。本名並沒有被交代。
在與遊戲製作部（暫）衝突前，便被風間擊敗。

### 教師
匈恩·古捏古捏（聲優：中田讓治）
古文教師。出生，血型不明。身高187厘米，體重83公斤。是個成熟帥氣的白人男性，很能看場合行事而受大多學生愛戴。興趣是考古學。過去曾幫助過年幼的風間一派，被風間視為救命恩人，因此從來沒翹過他的課。在故事中也多次的拯救了堅次等人。
擅長使用鞭子，曾數次幫助過風間等人。

## 單行本
| 卷數 | Media Factory  | Media Factory                                           | 尖端出版       | 尖端出版               |
| 卷數 | 初版發售日期   | ISBN                                                    | 初版發售日期   | EAN/ISBN               |
| ---- | -------------- | ------------------------------------------------------- | -------------- | ---------------------- |
| 1    | 2009年2月28日  | ISBN 978-4-8401-2533-8                                  | 2010年9月22日  | EAN 4717702235529      |
| 2    | 2009年10月31日 | ISBN 978-4-8401-2929-9                                  | 2011年1月6日   | EAN 4717702237400      |
| 3    | 2010年7月31日  | ISBN 978-4-8401-3347-0                                  | 2011年5月11日  | EAN 4717702239909      |
| 4    | 2011年2月28日  | ISBN 978-4-8401-3758-4                                  | 2011年10月11日 | EAN 4717702241582      |
| 5    | 2011年12月31日 | ISBN 978-4-8401-4078-2                                  | 2012年9月18日  | EAN 4717702251130      |
| 6    | 2012年10月23日 | ISBN 978-4-8401-4734-7                                  | 2013年3月14日  | EAN 4717702254001      |
| 7    | 2013年8月10日  | ISBN 978-4-8401-5302-7                                  | 2014年3月21日  | EAN 4717702259709      |
| 8    | 2013年12月21日 | ISBN 978-4-04-066146-9                                  | 2014年7月22日  | EAN 4717702261566      |
| 8.5  | 2013年12月21日 | ISBN 978-404-066-192-6                                  |                |                        |
| 9    | 2014年9月23日  | ISBN 978-4-04-066848-2 ISBN 978-404-066-554-2（特裝版） | 2016年2月18日  | EAN 4717702266264      |
| 10   | 2015年9月30日  | ISBN 978-4-04-067803-0                                  | 2016年7月15日  | ISBN 978-957-10-6775-9 |
| 11   | 2016年10月22日 | ISBN 978-4-04-068587-8                                  | 2017年6月20日  | ISBN 978-957-10-7219-7 |
| 12   | 2017年8月23日  | ISBN 978-4-04-069441-2                                  | 2018年4月27日  | ISBN 978-957-10-8066-6 |
| 13   | 2018年8月23日  | ISBN 978-4-04-065052-4                                  |                |                        |
| 14   | 2019年8月23日  | ISBN 978-4-04-064026-6                                  |                |                        |
| 15   | 2020年9月23日  | ISBN 978-4-04-065922-0                                  |                |                        |
| 16   | 2021年10月21日 | ISBN 978-4-04-680795-3                                  |                |                        |
| 17   | 2022年11月22日 | ISBN 978-4-04-681880-5                                  |                |                        |
| 18   | 2023年11月22日 | ISBN 978-4-04-682957-3                                  |                |                        |
| 19   | 2024年12月23日 | ISBN 978-4-04-684068-4                                  |                |                        |

## 電視動畫
2014年1月6日開始播出。

### 製作人員
- 原作：春野友矢（月刊Comic Alive連載／KADOKAWA刊）
- 監督：菅原靜貴
- 系列構成：上江洲誠
- 角色設計、總作畫監督：松本健太郎
- 色彩設計：歌川律子
- 美術監督：湯澤康之
- 攝影監督：織田賴信
- 編輯：池田康隆
- 視覺效果：德丸仁志
- 音響監督：高寺雄
- 音樂：松田彬人
- 音樂製作：KADOKAWA（Media Factory）
- 製片人：伊藤誠、大山曉子、紅谷佳和、渡邊愛美、龍見太輔、石塚正俊、新宿五郎、齋藤彌生
- 動畫製作：Brain's Base
- 製作：屬性同好會製作委員會

### 主題曲
片頭曲
作詞、作曲、編曲：ARM，主唱：
第1話作為片尾曲使用。
片尾曲
作詞：畑亞貴，作曲：太田雅友，編曲：EFFY
主唱：柴崎蘆花（花澤香菜）、高尾社長（伊藤靜）、船堀（豐崎愛生）
第1話未使用。

### 各話列表
| 話數   | 日文標題 | 中文標題                      | 劇本       | 分鏡       | 演出       | 作畫監督                                             | 片尾插畫        |
| ------ | -------- | ----------------------------- | ---------- | ---------- | ---------- | ---------------------------------------------------- | --------------- |
| 第1話  |          | 風間一派！                    | 上江洲誠   | 菅原靜貴   | 菅原靜貴   | 松本健太郎                                           | 武內崇          |
| 第2話  |          | 你們是冒牌的遊戲製作社！！    | 綾奈由仁子 | 菅原靜貴   | 菅原靜貴   | 田村正文                                             | 泰              |
| 第3話  |          | 府上學園FREEDOM祭。通稱府F祭  | 上江洲誠   | 菅原靜貴   |            | 小澤圓、德田夢之介                                   | 廣山弘          |
| 第4話  |          | 那是魔之十四樂團！！          | 上江洲誠   | 日卷裕二   | 石川俊介   | 松岡秀明                                             | 遠藤海成        |
| 第5話  |          | 什麼！？妹妹做的便當！？      | 惠莉       | 後藤圭二   |            | 田村正文、新保卓郎                                   |                 |
| 第6話  |          | 這樣就是戀愛三角關係囉！      | 惠莉       | 佐山聖子   | 菅原靜貴   | 大河原晴男、針場裕子 藪田裕希、清水勝祐              |                 |
| 第7話  |          | 好卑鄙ーーー！！              | 日暮茶坊   | 大宙征基   | 石川俊介   | 德田夢之介                                           | 緋鍵龍彥        |
| 第8話  |          | 我還是覺得當初的點陣圖比較好… | 上江洲誠   | 川口敬一郎 | 宮崎修治   | 新保卓郎                                             |                 |
| 第9話  |          | 正是如此，她是那傢伙的妹妹    | 日暮茶坊   | 吉村愛     |            | 田村正文、松本健太郎 本多孝敏、重本和佳子            | 田中壹樹        |
| 第10話 |          | 多摩學姐，好久不見了          | 惠莉       | 矢野博之   | 松本正幸   | 德田夢之介                                           | 森田和明        |
| 第11話 |          | 秘技是什麼？                  | 日暮茶坊   | 石川俊介   | 菅原靜貴   | 新保卓郎、田村正文 本多孝敏、松岡秀明                | Ark Performance |
| 第12話 |          | 這樣會永遠沒有朋友了喔        | 上江洲誠   | 菅原靜貴   | 菅原靜貴   | 德田夢之介、松本健太郎 本多孝敏、田村正文 保戶木知惠 | 春野友矢        |
| OAD    |          | 水！！                        | 日暮茶坊   | 菅原靜貴   | 松本健太郎 | 不適用                                               | 不適用          |

### 播放電視台
日本深夜動畫：下文記載的日本国内播放時間使用日本標準時間（UTC+9）表示。因為部分時間标识會採用30小时制，因此請留意这类超过24:00的时间，其實際播放時間為翌日清晨。
| 播放地區   | 播放電視台 | 播放日期               | 播放時間（UTC+9）         | 所屬聯播網 | 備註   |
| ---------- | ---------- | ---------------------- | ------------------------- | ---------- | ------ |
| 關東廣域圈 | 東京電視台 | 2014年1月6日－3月24日  | 星期一 26時05分－26時35分 | 東京電視網 |        |
| 愛知縣     | 愛知電視台 | 2014年1月7日－3月25日  | 星期二 26時35分－27時05分 | 東京電視網 |        |
| 大阪府     | 大阪電視台 | 2014年1月10日－3月28日 | 星期五 26時40分－27時10分 | 東京電視網 |        |
| 日本全國   | AT-X       | 2014年1月11日－3月29日 | 星期六 18時30分－19時00分 | 衛星電視   | 有重播 |

## 外部連結
- （日語）《屬性同好會》官方網站 （页面存档备份，存于）
- （日語）電視動畫《屬性同好會》官方網站 （页面存档备份，存于）
- （日語）電視動畫《屬性同好會》的X（前Twitter）